# Claudio Sala
Claudio Sala (ur. 8 września 1947 w Macherio), piłkarz włoski, reprezentant kraju. Podczas kariery piłkarskiej występował na pozycji pomocnika.

## Kariera klubowa
Claudio Sala rozpoczął karierę w 1965 w trzecioligowym klubie AC Monza. W 1967 roku Sala awansował z Monzą do Serie B. Dobra gra, w tym strzelone 24 gole w dwóch sezonach zaprocentowały transferem do pierwszoligowego SSC Napoli. W klubie z Neapolu Sala występował sezon, po którym przeniósł się do Torino FC, w którym występował przez następne jedenaście lat.
Z klubem z Turynu zdobył mistrzostwo Włoch 1976 (ostatnie jak do tej pory w historii Torino) oraz Puchar Włoch w 1971 roku. Ostatnie dwa lata kariery Sala spędził w Genoa CFC. Z klubem z Genui awansował w 1981 roku do Serie A i był to jego ostatni sukces w karierze.

## Kariera reprezentacyjna
Claudio Sala w reprezentacji Włoch zadebiutował 20 listopada 1971 roku w meczu eliminacji Mistrzostw Europy 1972 przeciwko reprezentacji Austrii. W następnych czterech latach sporadycznie grał w reprezentacji, dopiero stałe miejsce w squadre azurra wywalczył w 1976 roku.
W 1978 roku Sala uczestniczył w Mistrzostwach Świata. Na Mundialu wystąpił w dwóch przegranych 1-2 meczach z Holandią i Brazylią w meczu o trzecie miejsce. Ostatni, siedemnasty mecz w narodowych barwach Sala rozegrał 8 listopada 1978 w Bratysławie w towarzyskim spotkaniu z Czechosłowacją.

## Kariera trenerska
Claudio Sala po zakończeniu kariery piłkarskiej został trenerem. W 1989 roku krótko prowadził Torino FC, a 1990 i 1991 US Catanzaro.